# Podnośnik artyleryjski
Podnośnik artyleryjski – urządzenie, które służy do podawania amunicji artyleryjskiej.
Urządzeniem podaje się pocisk, ładunek lub nabój z komory amunicyjnej do przedziału bojowego. Jego budowa zależy od typu działa, jego kalibru, stopnia zautomatyzowania czynności, zapasu bojowego amunicji itp. Podnośniki, które wykonuje się dla dział okrętowych kalibru średniego i dużego są zazwyczaj dwustopniowe. Składają się one z części górnej oraz dolnej. Te z części dolnej przekazują amunicję do przedziału podwieżowego, w którym jest ręcznie przeładowana na korytka podnośników części górnej, które z kolei przenoszą pociski i ładunki z przedziału podwieżowego do przedziału bojowego. W działach okrętowych małych kalibrów podnośniki są jednostopniowe tzn., że naboje z komory amunicyjnej są bezpośrednio podawane do działa. Podnośniki maja zazwyczaj dwa napędy: podstawowy, który jest elektryczny oraz rezerwowy (ręczny).